# Seria GP2 – Monza 2010
Runda GP2 na torze Autodromo Nazionale di Monza – dziewiąta runda mistrzostw serii GP2 w sezonie 2010.

## Wyniki

### Sesja treningowa
| Nr | Kierowca            | Konstruktor      | Czas     | Okr. |
| -- | ------------------- | ---------------- | -------- | ---- |
| 3  | Giedo van der Garde | Barwa Addax Team | 1:30,654 | 15   |

### Kwalifikacje
Źródło: Autosport
| Poz. | Nr | Kierowca            | Konstruktor             | Czas     | Poz. s. |
| ---- | -- | ------------------- | ----------------------- | -------- | ------- |
| 1    | 1  | Jules Bianchi       | ART Grand Prix          | 1:30,269 | 1       |
| 2    | 2  | Sam Bird            | ART Grand Prix          | 1:30,311 | 2       |
| 3    | 11 | Jérôme d’Ambrosio   | DAMS                    | 1:30,366 | 3       |
| 4    | 9  | Oliver Turvey       | iSport International    | 1:30,468 | 4       |
| 5    | 20 | Álvaro Parente      | Scuderia Coloni         | 1:30,474 | 5       |
| 6    | 12 | Romain Grosjean     | DAMS                    | 1:30,542 | 6       |
| 7    | 4  | Sergio Pérez        | Barwa Addax Team        | 1:30,555 | 7       |
| 8    | 15 | Pastor Maldonado    | Rapax Team              | 1:30,675 | 8       |
| 9    | 7  | Dani Clos           | Racing Engineering      | 1:30,682 | 9       |
| 10   | 8  | Christian Vietoris  | Racing Engineering      | 1:30,687 | 10      |
| 11   | 5  | Luca Filippi        | Super Nova Racing       | 1:30,691 | 11      |
| 12   | 10 | Davide Valsecchi    | iSport International    | 1:30,714 | 12      |
| 13   | 27 | Fabrizio Crestani   | David Price Racing      | 1:30,801 | 13      |
| 14   | 3  | Giedo van der Garde | Barwa Addax Team        | 1:30,894 | 14      |
| 15   | 14 | Luiz Razia          | Rapax Team              | 1:31,107 | 15      |
| 16   | 16 | Charles Pic         | Arden International     | 1:31,131 | 16      |
| 17   | 24 | Adrian Zaugg        | Trident Racing          | 1:31,246 | 17      |
| 18   | 19 | Fabio Leimer        | Ocean Racing Technology | 1:31,255 | 18      |
| 19   | 6  | Marcus Ericsson     | Super Nova Racing       | 1:31,372 | 19      |
| 20   | 17 | Rodolfo González    | Arden International     | 1:31,439 | 20      |
| 21   | 25 | Michael Herck       | David Price Racing      | 1:31,458 | 21      |
| 22   | 21 | Brendon Hartley     | Scuderia Coloni         | 1:31,601 | 22      |
| 23   | 18 | Max Chilton         | Ocean Racing Technology | 1:31,667 | 23      |
| 24   | 22 | Edoardo Piscopo     | Trident Racing          | 1:32,100 | 24      |
| Poz. | Nr | Kierowca            | Konstruktor             | Czas     | Poz. s. |

## Wyniki

### Główny wyścig

#### Wyścig
Źródło: Wyprzedź Mnie!
| P                 | + / – | Nr | Kierowca            | Konstruktor             | Okr. | Czas / Strata | Komentarz |
| ----------------- | ----- | -- | ------------------- | ----------------------- | ---- | ------------- | --------- |
| 1                 | 1     | 2  | Sam Bird            | ART Grand Prix          | 30   | 49:27,229     |           |
| 2                 | 1     | 1  | Jules Bianchi       | ART Grand Prix          | 30   | +0:08,585     |           |
| 3                 | 1     | 9  | Oliver Turvey       | iSport International    | 30   | +0:17,168     |           |
| 4                 | 6     | 8  | Christian Vietoris  | Racing Engineering      | 30   | +0:18,249     |           |
| 5                 | 2     | 11 | Jérôme d’Ambrosio   | DAMS                    | 30   | +0:19,361     |           |
| 6                 | 11    | 24 | Adrian Zaugg        | Trident Racing          | 30   | +0:21,189     |           |
| 7                 | 17    | 22 | Edoardo Piscopo     | Trident Racing          | 30   | +0:24,618     |           |
| 8                 | 15    | 18 | Max Chilton         | Ocean Racing Technology | 30   | +0:28,662     |           |
| 9                 | 3     | 10 | Davide Valsecchi    | iSport International    | 30   | +0:46,833     |           |
| 10                | 3     | 27 | Fabrizio Crestani   | David Price Racing      | 30   | +0:47,773     |           |
| 11                | 5     | 16 | Charles Pic         | Arden International     | 30   | +0:50,494     |           |
| 12                | 7     | 20 | Álvaro Parente      | Scuderia Coloni         | 30   | +0:59,930     |           |
| 13                | 7     | 12 | Romain Grosjean     | DAMS                    | 29   | +1 okr        |           |
| Niesklasyfikowani |       |    |                     |                         |      |               |           |
|                   |       | 19 | Fabio Leimer        | Ocean Racing Technology | 23   |               |           |
|                   |       | 15 | Pastor Maldonado    | Rapax Team              | 7    |               |           |
|                   |       | 4  | Sergio Pérez        | Barwa Addax Team        | 5    |               |           |
|                   |       | 25 | Michael Herck       | David Price Racing      | 5    |               |           |
|                   |       | 6  | Marcus Ericsson     | Super Nova Racing       | 3    |               |           |
|                   |       | 14 | Luiz Razia          | Rapax Team              | 3    |               |           |
|                   |       | 21 | Brendon Hartley     | Scuderia Coloni         | 2    |               |           |
|                   |       | 7  | Dani Clos           | Racing Engineering      | 0    |               |           |
|                   |       | 5  | Luca Filippi        | Super Nova Racing       | 0    |               |           |
|                   |       | 3  | Giedo van der Garde | Barwa Addax Team        | 0    |               |           |
|                   |       | 17 | Rodolfo González    | Arden International     | 0    |               |           |
| P                 | + / – | Nr | Kierowca            | Konstruktor             | Okr. | Czas / Strata | Komentarz |

#### Najszybsze okrążenie
| Nr | Kierowca | Konstruktor    | Czas     | Okr. |
| -- | -------- | -------------- | -------- | ---- |
| 2  | Sam Bird | ART Grand Prix | 1:32,438 | 17   |

### Sprint

#### Wyścig
Źródło: Wyprzedź Mnie!
| P                                                     | + / –     | Nr | Kierowca            | Konstruktor             | Okr. | Czas / Strata | Komentarz |
| ----------------------------------------------------- | --------- | -- | ------------------- | ----------------------- | ---- | ------------- | --------- |
| 1                                                     | 2         | 8  | Christian Vietoris  | Racing Engineering      | 21   | 32:28,733     |           |
| 2                                                     | Bez zmian | 11 | Jérôme d’Ambrosio   | DAMS                    | 21   | +0:01,048     |           |
| 3                                                     | 3         | 2  | Sam Bird            | ART Grand Prix          | 21   | +0:01,184     |           |
| 4                                                     | 1         | 1  | Jules Bianchi       | ART Grand Prix          | 21   | +0:06,789     |           |
| 5                                                     | 3         | 18 | Max Chilton         | Ocean Racing Technology | 21   | +0:09,485     |           |
| 6                                                     | 2         | 9  | Oliver Turvey       | iSport International    | 21   | +0:09,917     |           |
| 7                                                     | 6         | 24 | Adrian Zaugg        | Trident Racing          | 21   | +0:13,430     |           |
| 8                                                     | 3         | 16 | Charles Pic         | Arden International     | 21   | +0:15,627     |           |
| 9                                                     | 3         | 20 | Álvaro Parente      | Scuderia Coloni         | 21   | +0:18,921     |           |
| 10                                                    | 9         | 14 | Luiz Razia          | Rapax Team              | 21   | +0:21,568     |           |
| 11                                                    | 7         | 6  | Marcus Ericsson     | Super Nova Racing       | 21   | +0:25,746     |           |
| 12                                                    | 9         | 7  | Dani Clos           | Racing Engineering      | 21   | +0:28,111     |           |
| 13                                                    | 3         | 4  | Sergio Pérez        | Barwa Addax Team        | 21   | +0:28,733     |           |
| 14                                                    | 8         | 5  | Luca Filippi        | Super Nova Racing       | 21   | +0:31,502     |           |
| 15                                                    | 5         | 27 | Fabrizio Crestani   | David Price Racing      | 21   | +0:33,045     |           |
| 16                                                    | 7         | 10 | Davide Valsecchi    | iSport International    | 21   | +1:12,761     |           |
| 17                                                    | 4         | 12 | Romain Grosjean     | DAMS                    | 18   | +3 okr        |           |
| Niesklasyfikowani                                     |           |    |                     |                         |      |               |           |
|                                                       |           | 21 | Brendon Hartley     | Scuderia Coloni         | 9    |               |           |
|                                                       |           | 3  | Giedo van der Garde | Barwa Addax Team        | 5    |               |           |
|                                                       |           | 25 | Michael Herck       | David Price Racing      | 2    |               |           |
|                                                       |           | 22 | Edoardo Piscopo     | Trident Racing          | 2    |               |           |
|                                                       |           | 17 | Rodolfo González    | Arden International     | 1    |               |           |
|                                                       |           | 15 | Pastor Maldonado    | Rapax Team              | 0    |               |           |
| Nie wystartowali / niedopuszczeni do ponownego startu |           |    |                     |                         |      |               |           |
|                                                       |           | 19 | Fabio Leimer        | Ocean Racing Technology |      |               |           |
| P                                                     | + / –     | Nr | Kierowca            | Konstruktor             | Okr. | Czas / Strata | Komentarz |

#### Najszybsze okrążenie
| Nr | Kierowca | Konstruktor    | Czas     | Okr. |
| -- | -------- | -------------- | -------- | ---- |
| 2  | Sam Bird | ART Grand Prix | 1:31,954 | 9    |

## Lista startowa
| Team                          | Nr | Kierowca            |
| ----------------------------- | -- | ------------------- |
| ART Grand Prix                | 1  | Jules Bianchi       |
| ART Grand Prix                | 2  | Sam Bird            |
| Barwa Addax Team              | 3  | Giedo van der Garde |
| Barwa Addax Team              | 4  | Sergio Pérez        |
| Super Nova Racing             | 5  | Luca Filippi        |
| Super Nova Racing             | 6  | Marcus Ericsson     |
| Fat Burner Racing Engineering | 7  | Dani Clos           |
| Fat Burner Racing Engineering | 8  | Christian Vietoris  |
| iSport International          | 9  | Oliver Turvey       |
| iSport International          | 10 | Davide Valsecchi    |
| Renault F1 Junior Team        | 11 | Jérôme d’Ambrosio   |
| Renault F1 Junior Team        | 12 | Romain Grosjean     |
| Rapax Team                    | 14 | Luiz Razia          |
| Rapax Team                    | 15 | Pastor Maldonado    |
| Arden International           | 16 | Charles Pic         |
| Arden International           | 17 | Rodolfo González    |
| Ocean Racing Technology       | 18 | Max Chilton         |
| Ocean Racing Technology       | 19 | Fabio Leimer        |
| PPR.com Scuderia Coloni       | 20 | Álvaro Parente      |
| PPR.com Scuderia Coloni       | 21 | Brendon Hartley     |
| Trident Racing                | 22 | Edoardo Piscopo     |
| Trident Racing                | 24 | Adrian Zaugg        |
| David Price Racing            | 25 | Michael Herck       |
| David Price Racing            | 27 | Fabrizio Crestani   |